# Józefów (powiat wieruszowski)
Józefów – wieś w Polsce położona w województwie łódzkim, w powiecie wieruszowskim, w gminie Czastary.

## Historia
Podczas okupacji niemieckiej miejscowość nazywała się Grünau. W latach 1975–1998 należała administracyjnie do województwa kaliskiego.
Na terenie Józefowa znajduje się stacja kolejowa Czastary na linii kolejowej nr 181, na której zatrzymują się pociągi osobowe. 